# Arvicantinis
Els arvicantinis (Arvicanthini) són una tribu de rosegadors de la subfamília dels murins. Aquest grup fou descrit en un primer moment per Ducroz, Volobúiev i Granjon el 2001 sense complir tots els requisits. El 2008, Lecompte et al. el tornaren a descriure, aquesta vegada de manera correcta. Els llinatges actuals d'arvicantinis se separaren de la resta de murins fa 7,4–9,3 milions d'anys.